# Jag är min egen fru
Jag är min egen fru är en pjäs skriven av Doug Wright som handlar om Charlotte von Mahlsdorfs liv. Hon var en tysk transperson, född i Östberlin som Lothar Berfelde. I tonåren tog hon livet av sin far och överlevde sedan både nazisterna och de östtyska kommunisterna. Av rädsla för nynazister flyttade hon 1998 till Porla brunn nära Laxå där hon byggde upp ett museum. Pjäsen baseras på hennes självbiografi Ich bin meine eigene Frau : Ein Leben som hon skrev tillsammans med Peter Süss och Burkhard Peter.

Pjäsen hade urpremiär på Broadway 27 maj 2003, och 2004 vann den en Tony för bästa pjäs. Samma år vann den även Pulitzerpriset för bästa pjäs. Pjäsen hade svensk premiär på Stockholms stadsteater 26 november 2004. Pjäsen, som enbart har en roll, spelades där av Björn Kjellman. Den regisserades av Rickard Günther.
Rosa von Praunheim gjorde filmen Jag är min egen fru 1992 om Charlotte von Mahlsdorf.